# 京都ホテル
株式会社京都ホテル（きょうとホテル、英: The Kyoto Hotel, Ltd.）は、京都府京都市中京区に本社を置くホテル運営会社。主要施設のホテルオークラ京都は京都の老舗ホテルの一つである。

## 会社概要
株式会社京都ホテルは1927年に設立。1969年10月1日に京都証券取引所に上場、2001年3月1日に大阪証券取引所市場第二部に上場した（大証・京証合併のため）。さらに、2013年7月に大阪証券取引所が東京証券取引所との現物株統合により、東京証券取引所市場第二部に上場した。
1977年以降はニチレイ(旧・日本冷蔵)が筆頭株主となった。特に、1999年12月期決算で40億円以上の債務超過に陥り経営危機に陥った際には、同社が120億円の資金贈与および土地・建物を220億円で買い取るなど経営再建支援を行った。
2005年1月にホテルオークラが株式譲渡を受け筆頭株主になった。

## ホテルオークラ京都
ホテルオークラ京都の起源は神戸の実業家、前田又吉が1888年（明治21年）に二条橋西詰め上ル（現：鴨川二条大橋畔）で創業した旅館「京都常盤」である。前田は旧勧業場跡地（現所在地である河原町御池、幕末期は長州藩邸の所在した場所）の払い下げを受け、1890年に洋風木造建築の「常盤ホテル」を渋沢栄一・大倉喜八郎・藤田伝三郎ら財界の大物によって設立された日本土木会社（現・大成建設）の施工で竣工、開業させた。1891年に当時ロシア皇太子であったのちのニコライ二世（日露戦争時のロシア最後の皇帝）も宿泊している。

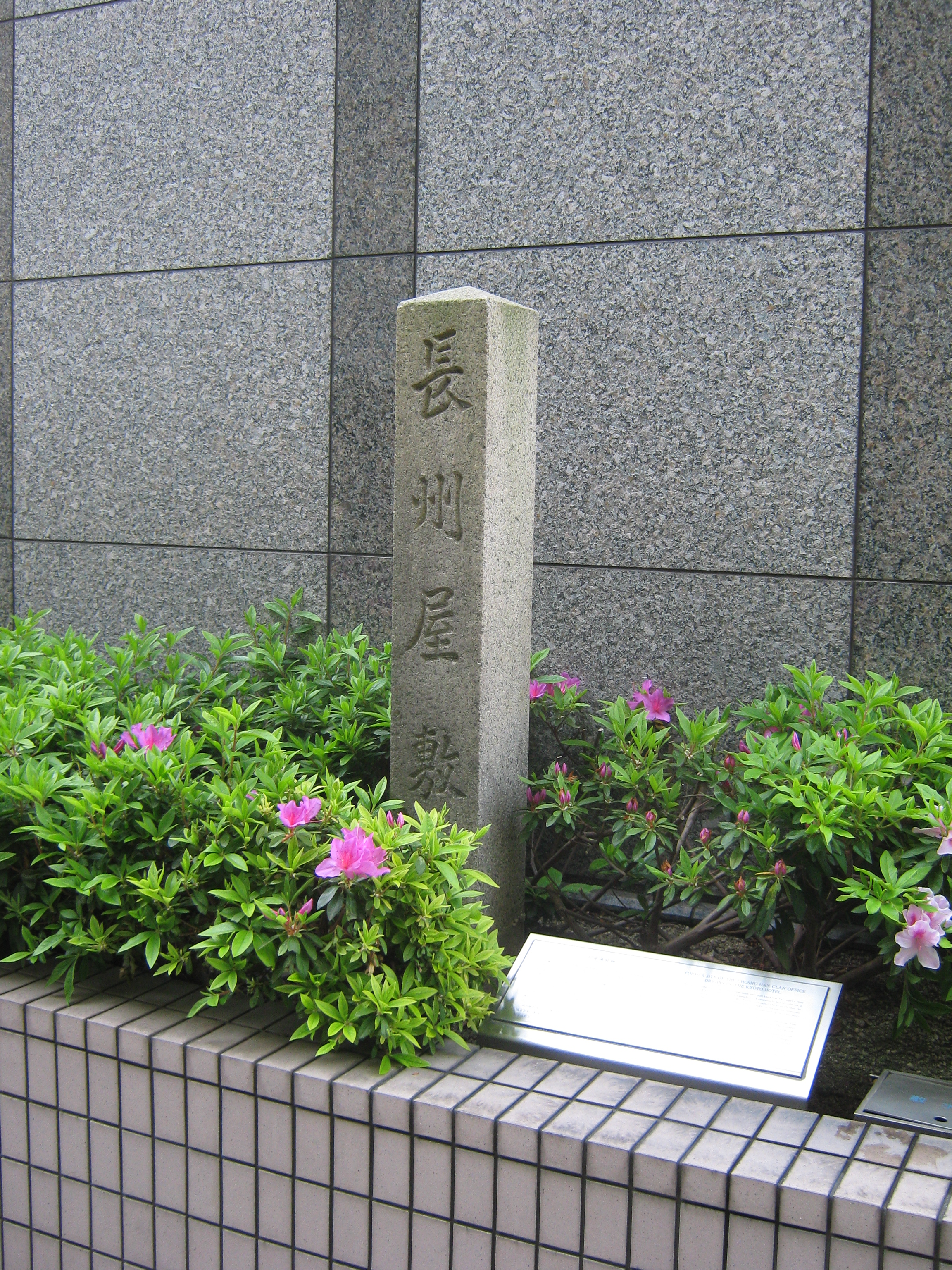
敷地内にある長州屋敷跡の碑
敷地内にある桂小五郎像

常盤ホテルは1894年に井上喜太郎（也阿弥ホテルの経営者井上萬吉の弟）によって買収され、平安遷都1100年記念式典の行われる1895年に「京都ホテル」として営業を再開。1925年（大正14年）12月16日、大丸呉服店（現：大丸松坂屋百貨店）社長・下村正太郎が京都ホテルで結婚披露宴を挙行、500名余りが参列した（ホテルでの結婚披露宴のはしり）。1928年（昭和3年）に2月は鉄筋コンクリート構造・7階建ての新館が清水組の設計・施工で完成した。1928年（昭和3年）11月には京都ホテル支店「京都ステーションホテル」の営業開始、1929年（昭和4年）「京都ステーションホテル」を京都ホテルから分離した。
1991年12月、総合設計制度の適用を受け、高さ60mの高層ビル「京都ホテルおいけ本館」の建設に着手、平安遷都1200年となる1994年に竣工した。高さ60mは、京都市中心部のビルでは京都駅ビルと並んで最も高い。現在では総合設計制度の活用が廃止された為、中心市街地にこの様な高層ビルを建てることは困難となっている。
このホテル改築をめぐっては京都の景観を破壊するとの反対意見も根強く、「京都ホテルとJR京都駅の高層化に反対する市民連合（のっぽビル反対市民連合）」や市内の主要寺院で構成する京都仏教会が中心となって反対活動を行った。中でも京都仏教会は、京都ホテルとその系列施設宿泊者の加盟寺院への拝観を拒否することを表明し、1991年11月13日に清水寺、金閣寺、銀閣寺、広隆寺、青蓮院、蓮華寺、相国寺、二尊院の8寺院の門前に拝観拒否を予告する看板を出した。このような反対運動を受け、京都ホテル側は同年11月20日には、着工を延期して設計変更の検討に入ることを表明し、拝観拒否騒動も一旦は収まった。しかし、同年12月5日になって京都ホテル側は、着工を延期して設計変更を行うのは経営基盤を揺るがすおそれがあるとして、当初の計画のまま建設を進めることを表明した。これを受け、仏教会は工事差し止めの仮処分を京都地方裁判所に申し立てたが却下された。しかし、その後も高層化計画の変更や総合設計制度の廃止を要求して、1992年11月には前年に拝観拒否を行った8寺院のうち二尊院を除く7箇所で再び拝観拒否を行うことを決定した。最終的に、1999年6月に京都市と仏教会が和解したことを受け拝観拒否は終了した。
2001年に京都ホテルは経営再建策の一環としてホテルオークラとの業務提携を決定、2002年にオークラホテルズ&リゾーツに加盟して本館の名称を京都ホテルオークラに改めた。2022年にホテルオークラ京都に改称。

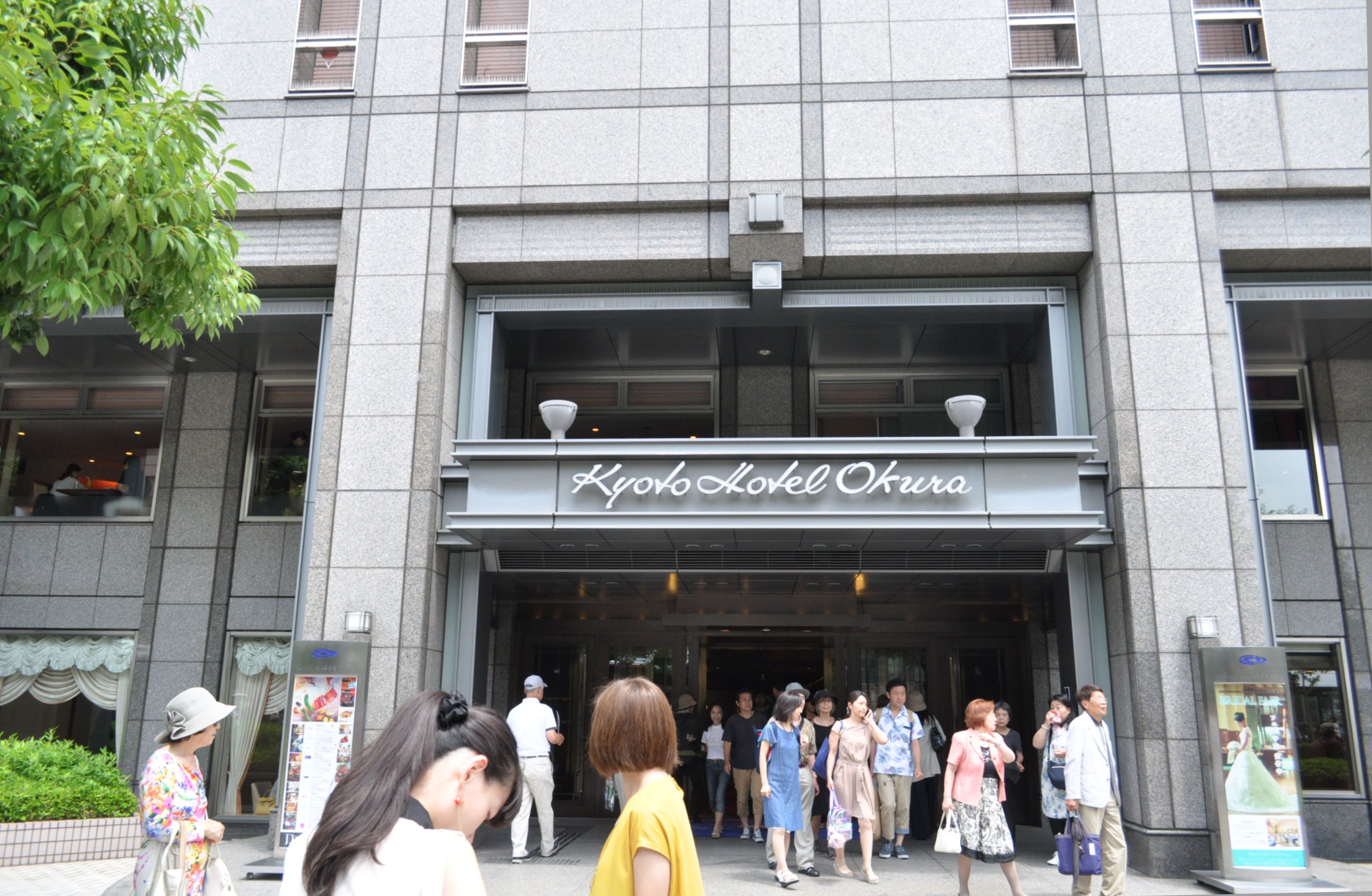
玄関ポーチ（2017年7月17日撮影）
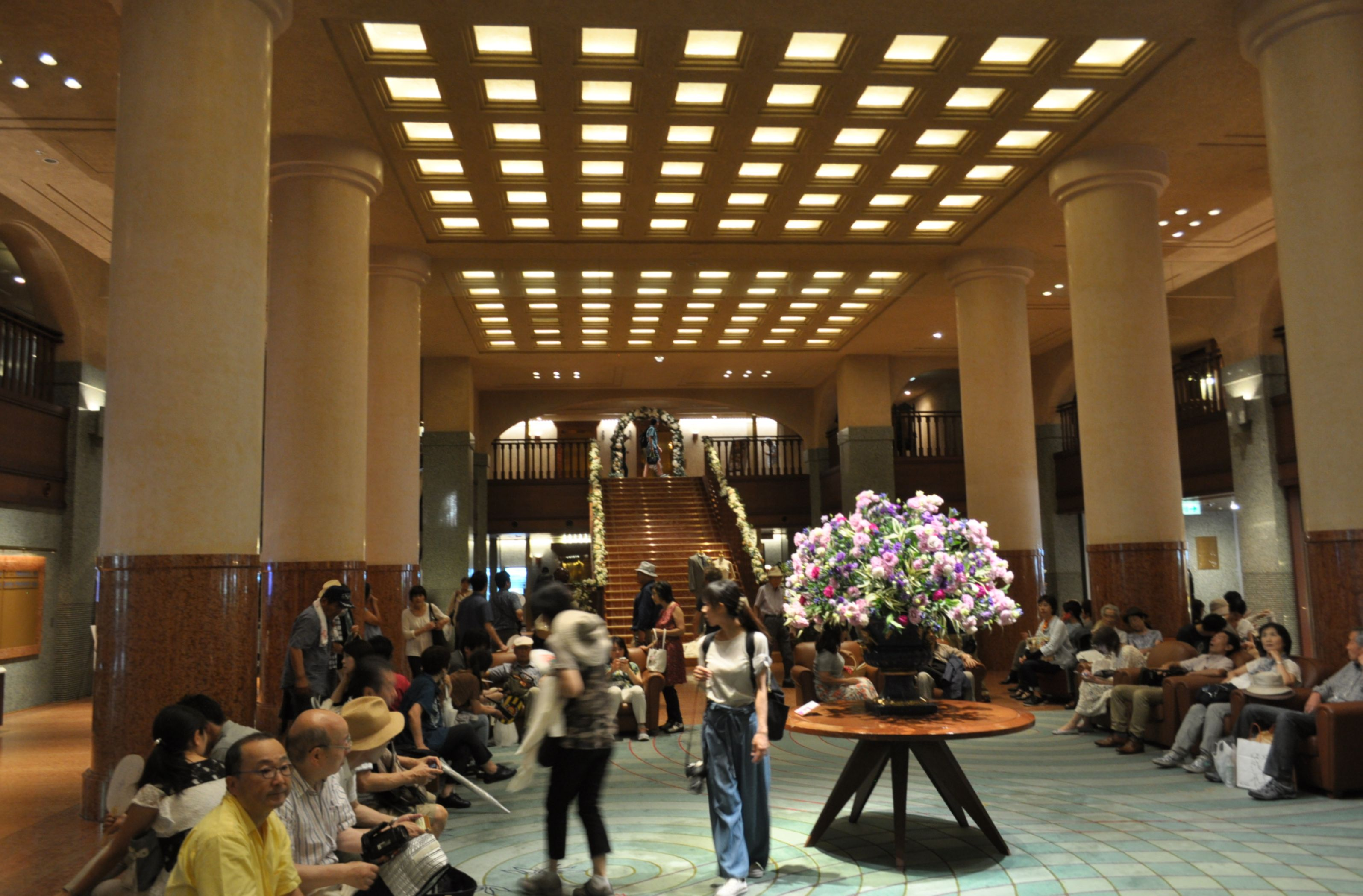
ロビー（2017年7月17日撮影）

## 系列ホテル・旅館
- ホテルオークラ京都（京都市中京区）
- からすま京都ホテル（京都市下京区）

### かつて運営していた施設
- 志賀高原ホテル
1937年1月 開業。長野県から「志賀高原温泉ホテル」の経営を受託。1960年6月30日分離独立。「株式会社志賀高原ホテル」と改称。1999年閉鎖。2000年12月21日会社清算。建物は地元の財団法人和合会に譲渡され、2002年12月に「志賀高原ホテル歴史記念館」としてオープンした（現在は非公開の模様）。
- いばらき京都ホテル
1992年開業。2004年3月に投資会社アセット・マネージャーズに売却。同年6月、アセット・マネージャーズが設立したアセットオペレーターズが経営会社となり、運営をJALホテルズに委託、ホテル日航茨木 大阪と改名したが、2011年3月13日をもって閉館となった。建物は解体され、跡地はマンションとなった。
- たかつき京都ホテル
開業当初は京都ホテルが1988年に設立した「高槻ホテル実業株式会社」が経営。1990年12月23日開業。2000年6月30日に会社清算。その後京都ホテルとは資本関係のない高槻地元資本の「高槻ホテル開発株式会社」が経営し、京都ホテルの系列フランチャイズホテルとして運営。経営主体は実質的に開業時のたかつき京都ホテルの不動産所有企業に当たる。2015年1月12日をもって閉館となった。
- 粟田山荘（京都市東山区）
料亭。1937年に西陣の織元の別荘として建てられ、890平方メートルの庭園を持つ[13]。2021年6月30日をもって営業を終了した[14]。